# Industria biotecnológica en China
La industria biotecnológica en República Popular China ha experimentado un doble crecimiento, por lo cual ha pasado de ser una de las naciones más lentas a ser una de las más rápidas en la adopción de nuevas biotecnologías. El sector de la biotecnología es visto, tanto en China como internacionalmente, como un área central del desarrollo científico y económico nacional. El principal organismo nacional de biotecnología del país es el Centro Nacional de China para el Desarrollo de la Biotecnología. El CNCBD es un organismo creado el 3 de noviembre de 1983 y depende del Ministerio de Ciencia y Tecnología con la aprobación del Consejo de Estado. CNCBD es el único centro nacional para coordinar e implementar el programa nacional de ciencia y tecnología en Biotecnología y Salud.[cita requerida]

## Industria
La industria biotecnológica en China comenzó en 1984. Para 1997, el número de empresas biotecnológicas chinas era de unas 200. Sin embargo, en el año 2000 se estimó que el número de empresas biotecnológicas chinas se triplicó a 600. Se estima que en 2005 la industria biotecnológica de China aumentará a 900 empresas biotecnológicas modernas. En el añor 2000 la industria biotecnológica de China registró ventas por un total de 2.400 millones de dólares estadounidenses, en comparación con 31 millones de dólares estadounidenses registrados en 1986.

### Factores de desarrollo
La industria biofarmacéutica de China se expande gradualmente debido a factores favorables como: el rápido crecimiento económico del país, el amento en ingresos de las personas y la creciente comprensión y demanda de productos biofarmacéuticos. La industria biofarmacéutica ha comenzado a desempeñar un papel más importante en la economía nacional, lo cual atrae la atención de inversores, tanto privados como públicos.

### Cuidado de la salud
Con la mejora en el sistema de salud y la creciente concientización de las personas sobre el tratamiento de enfermedades, hoy en día son más utilizados métodos de tratamiento no conservadores en el tratamiento clínico, lo cual ha promovido el desarrollo de hemoderivados. Actualmente, los hemoderivados que se utilizan con frecuencia en el tratamiento clínico incluyen más de 20 tipos, los cuales pertenecen a 3 subcatálogos: la albúmina sérica humana, las inmunoglobulinas y los factores de coagulación .

### Vacuna
La demanda de vacunas preparadas ha aumentado drásticamente debido al aumento del poder de consumo y la concientización sobre la salud de las personas, por lo que el mercado de vacunas se está expandiendo rápidamente. La vacuna preparada, como complemento del programa de vacunas gratuitas, ha promovido el rápido crecimiento del mercado nacional de las mismas y el reactivo de diagnóstico externo se está familiarizando con las personas debido al mejor entendimiento de los catálogos y el efecto curativo de los medicamentos biológicos. Hoy en día, las drogas genéticas y las drogas de anticuerpos están reemplazando a las drogas químicas, las cuales tienen cosiderables efectos secundarios, para curar a los pacientes con cáncer, lo cual brindará más oportunidades para que los pacientes con cáncer sobrevivan.

### Importación y exportación
El valor total de importación y exportación de productos biofarmacéuticos de China fue de 377 millones de dólares en 2007, con un aumento del 48% en comparación con el año pasado. El valor de importación alcanzó los 336 millones de dólares, con un aumento del 51% en comparación con 2006, y el valor total de exportación fue de 41 millones de dólares .
La tasa de valor total de exportación en 2007 se redujo de 58% en 2006 al 26% en 2007. Aunque la exportación de la industria biofarmacéutica de China ha mantenido constantemente una alta tasa de crecimiento, la cantidad es muy pequeña comparada con la cantidad de importación.
El valor de exportación total fue solo de 41 millones de dólares en 2007, mientras que el valor total de importación sumó US$ 336 millones. Este visible contraste indicó que los productos biofarmacéuticos de China representan una relación de mercado muy baja en el mercado internacional.

## Biotecnología agrícola
El Ministro de Agricultura de China, Du Qinglin, declaró en julio de 2006 que para 2020 la ciencia y la tecnología deberían contribuir hasta el 63% del crecimiento del sector agrícola chino. El ministro describió cinco áreas en las que el país se centrará, en un intento de aprovechar la biotecnología para agricultura, incluidos el algodón y arroz transgénicos, los productos agrícolas seguros, los equipos agrícolas y las instituciones de investigación. 

### I+D
- Academia China de Ciencias Agrícolas (CAAS)
- Academia China de Ciencias Médicas (CAMS)
- Academia China de Silvicultura (CAF)
- Academia China de Ciencias (CAS)
- Fundación Nacional de Ciencias Naturales de China (NSFC)
- Asociación China para la Ciencia y la Tecnología (CAST)

### Ministerios
- Ministerio de Ciencia y Tecnología (MOST)
- Ministerio de Salud (MINSA)
- Ministerio de Agricultura (MOA)
- Ministerio de Educación (MOE)

### Agencias
- Administración Estatal de Alimentos y Medicamentos (SDA)
- Administración Estatal de Protección del Medio Ambiente (SEPA)
- Oficina Estatal de Propiedad Intelectual (SIPO)
- Fundación Nacional de Ciencias Naturales de China (NSFC)
- Centro de Intercambio de Ciencia y Tecnología de China (CSTEC)

## Programas estatales
Programa Nacional de I+D de Tecnologías Clave (NKTRDP)

Fue aprobado en 1982 y se implementó para tres planes a cinco años cada uno. El programa incluye tres grandes temas: agricultura, nuevas y altas tecnologías y desarrollo social. La investigación sobre tecnologías biológicas se centra en la mejora agrícola, la medicina genética, los productos biológicos marinos y la industrialización de tecnologías clave.
Programa Nacional de Investigación y Desarrollo de Alta Tecnología (programa 863)

Este fue aprobado en marzo de 1986 (debido a esta fecha se le llama "863"). Su objetivo era desarrollar alta tecnología de frontera para reducir la brecha entre China y los países desarrollados. El programa enumera la biotecnología como una de las siete áreas objetivo. '863' es el programa más grande de desarrollo de ciencia y tecnología de China. El presupuesto para dicho programa ha aumentado de 5900 millones de RMB en los últimos 15 años a 15000 millones de RMB para el décimo plan a 5 años (2001-2005).
Programa Antorcha

El programa antorcha fue establecido en 1988, y tiene como objetivo comercializar las nuevas y avanzadas tecnologías de China. Este programa alienta a invertir en las zonas de alta tecnología de China.
Programa centella.
El programa centella fue stablecido en 1986 y fue el primer programa hecho para promover el desarrollo de la economía rural apoyado en la ciencia y la tecnología. Uno de los principales contenidos del programa es el desarrollo de productos agrícolas de alto rendimiento, calidad y eficacia.

## Parques científicos e incubadoras
Desde el inicio del Programa Antorcha en China en agosto de 1988, el Consejo de Estado ha aprobado 53 "Parques Industriales Nacionales de Ciencia y Tecnología" (STIP) (Zonas de Nueva Tecnología y Alta Tecnología a Nivel Estatal). Para el año 2000, la cifra era de 20.796 empresas en los STIP.

## Iniciativas biotecnológicas
- Categoría:Biotecnología

## Otras lecturas
- Biotecnología Vegetal en China Ciencia
- Biotecnología agrícola en China: orígenes y perspectivas (2007) Por Valerie J. Karplus, Xing Wang Deng, Norman E. Borlaug
- Ciencias de la vida y biotecnología en China Philos Trans R Soc Lond B Biol Sci . 2007 29 de junio; 362 (1482): 947–957.
- El optimismo cauteloso prevalece para la biotecnología china Noticias de ingeniería genética y biotecnología

## Revistas
- Revista de biotecnología china
- Revista china de biotecnología agrícola

### Citas
1. ↑  «中国生物技术发展中心».
2. ↑  China moves to reform biotech policies

## enlaces externos
- Asociación China de Biotecnología Medicinal
- ChinaBio hoy
- bionoticias.com.cn
- CHINA BIOTECNOLÓGICA
- Estadísticas de biotecnología - China OCDE
- El surgimiento de la biotecnología moderna en China
- Biotecnología en China (1989)
- El salto de China hacia la biotecnología
- Descripción general del marco regulatorio chino Archivado el 8 de noviembre de 2020 en Wayback Machine.

- Datos: Q4915343